# Seciuri, Prahova
Seciuri este un sat în comuna Șotrile din județul Prahova, Muntenia, România.